# Книжка року 2008
«Кни́жка ро́ку-2008» — Х Всеукраїнський рейтинг.
Загалом 87 експертів оглянули понад 2 тисячі книжок. До остаточних Коротких списків увійшли книжки 64 видавництв із 9 міст України (42 київські видавництва, 11 львівських, 3 харківські, по 2 — з Вінниці та Одеси, по 1 — з Івано-Франківська, Рівного, Тернополя та Опішнього).
6 березня 2009 у актовому залі Національного педагогічного університету ім. М. Драгоманова відбулася урочиста церемонія вшанування лауреатів рейтингу.

## Організатори
Серед організаторів «Книжки року»:
- Анатолій Толстоухов — народний депутат України, почесний президент Фонду сприяння розвитку мистецтв
- Микола Жулинський — директор академічного Інституту літератури
- Віктор Андрущенко — ректор Національного педагогічного університету
- Михайло Дорошенко — головний редактор газети «Україна молода»
- Галина Родіна — директор Центру рейтингових досліджень «Еліт-Профі»
- Костянтин Родик — президент Всеукраїнського рейтинггу «Книжка року»

## Гран-Прі
Звання найкращої книжки року та Гран-прі дісталися двотомнику вибраних творів Юрія Шевельова видавництва «Києво-Могилянська академія». Усього на два експертні голоси ця книжка випередила «Великий голод в Україні 1932—1933 років. Свідчення очевидців для комісії Конгресу у США» — видання, яке побачило світ у тому самому видавництві.
1. Юрій Шевельов. Вибрані праці. У 2 книгах. — К.: Києво-Могилянська академія, 583+1151 с.

## Номінації

### «Хрестоматія»
Українська і зарубіжна художня класика:
1. По одному віршу ста поетів (1235 р.). Збірка японської класичної поезії VII—ХІІІ ст. Видавництво «Грані-Т».
2. Іван Миколайчук. Сценарії. Видані редакцією журналу «Міжнародний туризм».
3. Тарас Шевченко. Вибрана поезія. Живопис. Графіка. Видавництво «Мистецтво».

Літературознавство:
1. Омелян Пріцак. Коли і ким було написано «Слово о полку Ігоревім». «Київська бібліотека давнього українського письменства». Видавництво «Обереги».
2. Архієпископ Ігор Ісіченко. Аскетична література Київської Руси. Видавництво «Акта».
3. Тамара Гундорова. Кітч і література. Видавництво «Факт».

Критика, біографії, мемуари:
1. Юрій Шевельов. Вибрані праці. Видавництво «Києво-Могилянська академія».
2. Іван Дзюба. Тарас Шевченко. Життя і творчість. Видавництво «Києво-Могилянська академія».
3. Валерій Шевчук. Пізнаний і непізнаний Сфінкс. Григорій Сковорода сучасними очима. Видавництво «Пульсари».

### «Красне письменство»
Сучасна українська проза:
1. Михайло Бриних. Шахмати для дибілів: роман-посібник. Видавництво «Факт».
2. Марія Матіос. Москалиця; Мама Мариця — дружина Христофора Колумба. Видавництво «Піраміда».
3. Іздрик. Флешка. Видавництво «Лілея-НВ».

Жанрова література:
1. Василь Кожелянко. Чужий. Видавництво «Кальварія».
2. Проект «Ґотика»: «Четвер». Вип. 30. Видавництво «Піраміда».
3. Марина та Сергій Дяченки. Крило. Серія «Українська майстерня фантастики». Видавництво «Грані-Т».

Сучасна зарубіжна проза:
1. Чарльз Буковскі. Поштамт. Серія «Перекладено українською». Видавництво «Факт». Переклад стронґовського.
2. Данило Кіш. Книга любові і смерті. Серія «Приватна колекція». Видавництво «Піраміда».
3. Збіґнєв Герберт. Варвар у саду; Лабіринт біля моря; Натюрморт з вудилом. Видавництво «Дух і Літера».

Сучасна поезія:
1. Дивоовид. Антологія української поезії XX століття; Літургія кохання; Біла книга кохання. Видавництво «Навчальна книга—Богдан».
2. Петро Мідянка. Ярмінок. Серія «Зона Овідія». Видавництво «Факт».
3. Іван Андрусяк. Писати мисліте. Видавництво «Факт».

### «Минувшина»
Популярні видання, історична белетристика
1. Україна: хронологія розвитку. Том 3. Від Батиєвої навали до Люблінської унії. Серія «Україна: історія великого народу». Видавництво «Кріон».
2. Українська Повстанська Армія. Історія нескорених. Видано «Центром досліджень визвольного руху».
3. Україна: литовська доба 1320—1569. Видавництво «Балтія-Друк».

Дослідження, документи
1. Великий голод в Україні 1932—1933 років. Свідчення очевидців для комісії Конгресу у США. Т. І—IV. Видавництво «Києво-Могилянська академія».
2. Західно-українська народна республіка 1918—1923. Ілюстрована енциклопедія. Видавництво «Манускрипт».
3. Наталя Яковенко. Українська шляхта з кінця XIV до середини XVII століття. Волинь і Центральна Україна. Видавництво «Критика».

Біографії, мемуари
1. Григорій Костюк. Зустрічі і прощання. Спогади у двох книгах. Видавництво «Смолоскип».
2. Нестор Махно. Сповідь анархіста; Юрко Тютюнник. Записки генерал-хорунжого; Тарас Бульба-Боровець. Армія без держави; Петро Григоренко. Вітер зустрічний; Олександр Кошиць. З піснею через світ. Серія «Мемуари». Видавництво «Книга Роду».
3. Євген Чикаленко і Петро Стебницький. Листування. 1901—1922 роки. Видавництво «Темпора».

### «Софія»
Зарубіжна гуманітаристика:
1. Едвард Саїд. Культура й імперіалізм. Видавництво «Критика».
2. Славой Жижек. Дражливий суб'єкт. Відсутній центр політичної онтології. Серія «Сучасна гуманітарна бібліотека». Видавництво «ППС-2002».
3. Ален Безансон. Лихо століття. Про комунізм, нацизм та унікальність голокосту. Серія «Історія і сучасність». Видавництво «Пульсари».

Українська гуманітаристика:
1. Сергій Кримський. Під сиґнатурою Софії. Видавництво «Києво-Могилянська академія».
2. Сергій Єкельчик. Імперія пам'яті. Російсько-українські стосунки в радянській історичній уяві. Видавництво «Критика».
3. Ярослав Грицак. Життя, смерть та інші неприємності. Серія «De profundis». Видавництво «Грані-Т».

### «Обрії»
Науково-популярна література, публіцистика
1. Юрій Шаповал. Держава. Серія «Ілюстрована енциклопедія України». Видавництво «Балтія-Друк».
2. Ростислав Семків. Іван Малкович, український видавець і поет; Лю Пархоменко. Микола Леонтович; Лариса Брюховецька. Іван Миколайчук; Олександр Євтушенко. Андрій Середа та «Кому вниз»: Музика Високого Духу; Станіслав Кульчицький. Джеймс Мейс. "Бібліотека української родини «Стозір'я». Видавництво «Атлант ЮЕмСі».
3. Валерій Панюшкін, Міхаїл Зиґарь за участю Ірини Рєзнік. Газпром: нова зброя Росії. Видавництво «Факт».

Спеціальна література
1. Богдан Черкес. Національна ідентичність в архітектурі міста. Видавництво «Львівська політехніка».
2. Деніел С. Галлін, Паоло Манчіні. Сучасні медіасистеми: три моделі відносин ЗМІ та політики. Видавництво «Наука».
3. Олег Романчук. Системний аналіз у журналістиці. Видавництво «Універсум».

Енциклопедичні та довідкові видання
1. Національний атлас України. Видавництво «Картографія».
2. Костянтин Стамеров. Нариси з історії костюмів. Видавництво «Мистецтво».
3. Образотворче мистецтво. Енциклопедичний ілюстрований словник-довідник. Видавництво «Факт».

### «Дитяче свято»
Твори для дошкільнят і молодших школярів:
1. 100 казок. 2-й том. Видавництво «А-БА-БА-ГА-ЛА-МА-ГА».
2. Алан Александер Мілн. Ходіть зі мною! Видавництво «Перископ».
3. Олена Комова. Піратські історії. Видавництво «Розумна дитина».

Для середнього і старшого шкільного віку:
1. Олександр Гаврош. Пригоди тричі славного розбійника Пинті. Серія «Українська сила». «Видавництво Старого Лева».
2. Галина Пагутяк. Лялечка і Мацько; Зірка Мензатюк. Як до жабок говорити; Іван Андрусяк. Стефа і її Чакалка; Імант Зієдоніс. Кольорові казки; Катерина Паньо. Сонечко для мами Лу; Любко Дереш. Дивні дні Гані Грак; Наталка Сняданко. Країна поламаних іграшок та інші подорожі; Тетяна Щербаченко. Пуп Землі, або Як Даринка світ рятувала. Серія «Сучасна дитяча проза». Видавництво «Грані-Т».
3. Володимир Рутківський. Потерчата. Видавництво «Астропринт».

Розвиваюча і пізнавальна література:
1. Велика ілюстрована енциклопедія України. Видавництво «Махаон-Україна».
2. Ян Твардовський. Гербарій; Олесь Ільченко. Наші птахи. Круки, шуліки, мартини та інші птахи України. Видавництво «Грані-Т».
3. Біблія для сімейного читання з коментарями та ілюстраціями. Видавництво «Грані-Т».

### «Візитівка»
Мистецтво:
1. Тетяна Кара-Васильєва. Історія української вишивки. Видавництво «Мистецтво».
2. Городецький. Виклик будівничого. Видавництво «Грані-Т».
3. Марія Приймаченко. Мистецький альбом з приватних колекцій. Видавництво «Оранта».

Етнологія, етнографія, фольклор:
1. Україна та українці. Київщина Лівобережна. Видавництво «Оранта».
2. Валерій Войтович. Амазонка. Богиня-Діва-Воїн. Серія «Українська міфологія». Видавець Валерій Войтович.
3. Валерій Войтович. Генеалогія богів давньої України. Серія «Українська міфологія». Видавець Валерій Войтович.

Краєзнавча і туристична література:
1. О. В. Паталєєв. Старий Київ. Зі спогадів Старого Грішника. Видавництво «Либідь» (упорядник Ольга Друг).
2. Автомобільна прогулянка Україною: путівник. Видавництво «Балтія-Друк».
3. Галина Шевцова. Дерев'яні церкви України. Видавництво «Грані-Т».

### «Найкраща книжкова серія»
1. «Приватна колекція». Видавництво «Піраміда».
2. «Exceptis excipiendis». Видавництво «Факт».
3. «Сучасна дитяча проза». Видавництво «Грані-Т».

### «Видавничий імідж»
1. «Факт».
2. «Києво-Могилянська академія».
3. «Грані-Т».